# Корниловка (Нижегородская область)
Корниловка — деревня в составе городского округа Навашинский Нижегородской области России.

## География
Село расположено в 20 км на север от города Навашино близ автодороги 22К-0125 Касимов – Нижний Новгород.

## История
В конце XIX — начале XX века деревня входила в состав Монаковской волости Муромского уезда Владимирской губернии. В 1859 году в деревне числилось 28 дворов, в 1905 году — 55 дворов, в 1926 году — 111 дворов.
С 1929 года деревня являлась центром Корниловского сельсовета Муромского района Горьковского края, с 1931 года — в составе Ефановского сельсовета, с 1944 года — в составе Мордовщиковского района (с 1960 года — Навашинский район) Горьковской области, с 2009 года — в составе  Поздняковского сельсовета, с 2015 года — в составе городского округа Навашинский.

## Население
| 1859 | 1905 | 1926 | 2002 | 2010 |
| ---- | ---- | ---- | ---- | ---- |
| 222  | ↗402 | ↗554 | ↘48  | ↘26  |